# Municipio de Nimishillen
El municipio de Nimishillen (en inglés: Nimishillen Township) es un municipio ubicado en el condado de Stark en el estado estadounidense de Ohio. En el año 2010 tenía una población de 9652 habitantes y una densidad poblacional de 118,13 personas por km².

## Geografía
El municipio de Nimishillen se encuentra ubicado en las coordenadas 40°51′27″N 81°14′47″O / 40.85750, -81.24639. Según la Oficina del Censo de los Estados Unidos, el municipio tiene una superficie total de 81.71 km², de la cual 81,51 km² corresponden a tierra firme y (0,25 %) 0,2 km² es agua.

## Demografía
Según el censo de 2010, había 9652 personas residiendo en el municipio de Nimishillen. La densidad de población era de 118,13 hab./km². De los 9652 habitantes, el municipio de Nimishillen estaba compuesto por el 98,23 % blancos, el 0,36 % eran afroamericanos, el 0,12 % eran amerindios, el 0,42 % eran asiáticos, el 0,1 % eran de otras razas y el 0,76 % eran de una mezcla de razas. Del total de la población el 0,77 % eran hispanos o latinos de cualquier raza.